# Bledius subterraneus
Bledius subterraneus är en skalbaggsart som beskrevs av Wilhelm Ferdinand Erichson 1839. Bledius subterraneus ingår i släktet Bledius, och familjen kortvingar. Arten är reproducerande i Sverige.